# Giannīs Kōnstantelias
Giannīs Kōnstantelias (in greco Γιάννης Κωνσταντέλιας?; Volo, 5 marzo 2003) è un calciatore greco, centrocampista del PAOK.

## Carriera

### Club
Cresciuto nel settore giovanile del PAOK, il 13 novembre 2020 firma il suo primo contratto da professionista con i bianconeri, di durata quadriennale. Debutta in prima squadra il 17 gennaio 2021, in occasione dell'incontro di Souper Ligka Ellada vinto per 0-3 contro l'OFI Creta. Il 20 gennaio 2022 passa in prestito all'Eupen..Nel maggio del 2024 si laurea campione di Grecia con il Panthessalonikeios Athlītikos Omilos Kōnstantinoupolitōn

### Nazionale
Ha giocato nelle nazionali giovanili greche Under-16, Under-17 ed Under-21.
Il 24 marzo 2023 esordisce in nazionale maggiore in occasione della vittoria per 0-3 contro Gibilterra.
Il 17 novembre 2023 realizza la sua prima rete per la massima selezione ellenica nel successo per 2-0 in amichevole contro la Nuova Zelanda.

## Statistiche

### Presenze e reti nei club
Statistiche aggiornate al 18 gennaio 2025.
| Stagione        | Squadra         | Campionato      | Campionato | Campionato | Coppe nazionali | Coppe nazionali | Coppe nazionali | Coppe continentali | Coppe continentali | Coppe continentali | Altre coppe | Altre coppe | Altre coppe | Totale | Totale |
| Stagione        | Squadra         | Comp            | Pres       | Reti       | Comp            | Pres            | Reti            | Comp               | Pres               | Reti               | Comp        | Pres        | Reti        | Pres   | Reti   |
| --------------- | --------------- | --------------- | ---------- | ---------- | --------------- | --------------- | --------------- | ------------------ | ------------------ | ------------------ | ----------- | ----------- | ----------- | ------ | ------ |
| 2020-2021       | PAOK            | SL              | 1+2        | 0          | CG              | -               | -               | UCL+UEL            | -                  | -                  |             | -           | -           | 3      | 0      |
| 2021-gen. 2022  | PAOK            | SL              | 2          | 0          | CG              | 0               | 0               | UECL               | 2                  | 0                  |             | -           | -           | 4      | 0      |
| gen.-giu. 2022  | Eupen           | D1              | 7          | 0          | CB              | 1               | 0               |                    | -                  | -                  |             | -           | -           | 8      | 0      |
| 2022-2023       | PAOK            | SL              | 21+9       | 2+0        | CG              | 6               | 1               | UECL               | 1                  | 0                  |             | -           | -           | 37     | 3      |
| 2023-2024       | PAOK            | SLE             | 25+9       | 7+2        | CG              | 5               | 2               | UECL               | 16                 | 3                  | -           | -           | -           | 55     | 14     |
| 2024-2025       | PAOK            | SLE             | 22         | 4          | CG              | 3               | 0               | UCL+UEL            | 4+11               | 0+3                | -           | -           | -           | 40     | 7      |
| Totale PAOK     | Totale PAOK     | Totale PAOK     | 71+20      | 13+2       |                 | 15              | 3               |                    | 34                 | 6                  |             | -           | -           | 139    | 24     |
| Totale carriera | Totale carriera | Totale carriera | 98         | 15         |                 | 15              | 3               |                    | 34                 | 6                  |             | -           | -           | 147    | 24     |

### Cronologia presenze e reti in nazionale
| Cronologia completa delle presenze e delle reti in nazionale ― Grecia | Cronologia completa delle presenze e delle reti in nazionale ― Grecia | Cronologia completa delle presenze e delle reti in nazionale ― Grecia | Cronologia completa delle presenze e delle reti in nazionale ― Grecia | Cronologia completa delle presenze e delle reti in nazionale ― Grecia | Cronologia completa delle presenze e delle reti in nazionale ― Grecia | Cronologia completa delle presenze e delle reti in nazionale ― Grecia | Cronologia completa delle presenze e delle reti in nazionale ― Grecia |
| Data                                                                  | Città                                                                 | In casa                                                               | Risultato                                                             | Ospiti                                                                | Competizione                                                          | Reti                                                                  | Note                                                                  |
| --------------------------------------------------------------------- | --------------------------------------------------------------------- | --------------------------------------------------------------------- | --------------------------------------------------------------------- | --------------------------------------------------------------------- | --------------------------------------------------------------------- | --------------------------------------------------------------------- | --------------------------------------------------------------------- |
| 24-3-2023                                                             | Faro                                                                  | Gibilterra                                                            | 0 – 3                                                                 | Grecia                                                                | Qual. Euro 2024                                                       | -                                                                     | 63’                                                                   |
| 27-3-2023                                                             | Atene                                                                 | Grecia                                                                | 0 – 0                                                                 | Lituania                                                              | Amichevole                                                            | -                                                                     | 69’                                                                   |
| 17-11-2023                                                            | Atene                                                                 | Grecia                                                                | 2 – 0                                                                 | Nuova Zelanda                                                         | Amichevole                                                            | 1                                                                     | 57’                                                                   |
| 21-11-2023                                                            | Atene                                                                 | Grecia                                                                | 2 – 2                                                                 | Francia                                                               | Qual. Euro 2024                                                       | -                                                                     | 86’                                                                   |
| 21-3-2024                                                             | Atene                                                                 | Grecia                                                                | 5 – 0                                                                 | Kazakistan                                                            | Qual. Euro 2024                                                       | -                                                                     | 64’                                                                   |
| 26-3-2024                                                             | Tbilisi                                                               | Georgia                                                               | 0 – 0 dts (4 – 2 dtr)                                                 | Grecia                                                                | Qual. Euro 2024                                                       | -                                                                     | 61’ 90’                                                               |
| 7-9-2024                                                              | Il Pireo                                                              | Grecia                                                                | 3 – 0                                                                 | Finlandia                                                             | UEFA Nations League 2024-2025 - 1º turno                              | -                                                                     | 46’ 66’                                                               |
| 10-10-2024                                                            | Londra                                                                | Inghilterra                                                           | 1 – 2                                                                 | Grecia                                                                | UEFA Nations League 2024-2025 - 1º turno                              | -                                                                     | 85’                                                                   |
| 14-11-2024                                                            | Amarousio                                                             | Grecia                                                                | 0 – 3                                                                 | Inghilterra                                                           | UEFA Nations League 2024-2025 - 1º turno                              | -                                                                     | 70’                                                                   |
| 20-3-2025                                                             | Il Pireo                                                              | Grecia                                                                | 0 – 1                                                                 | Scozia                                                                | UEFA Nations League 2024-2025 - Play-off                              | -                                                                     | 72’                                                                   |
| 23-3-2025                                                             | Glasgow                                                               | Scozia                                                                | 0 – 3                                                                 | Grecia                                                                | UEFA Nations League 2024-2025 - Play-off                              | 1                                                                     | 72’                                                                   |
| 7-6-2025                                                              | Candia                                                                | Grecia                                                                | 4 – 1                                                                 | Slovacchia                                                            | Amichevole                                                            | 1                                                                     | 64’                                                                   |
| 10-6-2025                                                             | Heraklion                                                             | Grecia                                                                | 4 – 0                                                                 | Bulgaria                                                              | Amichevole                                                            | 1                                                                     | 87’                                                                   |
| Totale                                                                |                                                                       | Presenze                                                              | 13                                                                    |                                                                       | Reti                                                                  | 4                                                                     |                                                                       |

## Palmarès

### Club

#### Competizioni nazionali
- Campionato greco: 1

PAOK: 2023-2024